# Syskey
Nástroj SAM Lock, lépe známý jako Syskey (název jeho spustitelného souboru), je součást systému Windows NT, která šifruje databázi Security Account Manager (SAM) pomocí 128bitového šifrovacího klíče RC4.
Syskey byl poprvé představen v opravě hotfix Q143475, která byla součástí systému Windows NT 4.0 SP3, a byl odstraněn v systému Windows 10 1709 kvůli jeho použití kryptografie, které je podle moderních standardů považováno za nedostatečně zabezpečené. Byl proto zneužíván pro podvody typu ransomware, kdy podvodníci vydávající se za „technickou podporu“ uzamkli oběti její vlastní počítač, aby ji donutili zaplatit výkupné. Společnost Microsoft oficiálně doporučila jako alternativu použít šifrování disku BitLocker.